# Stanisław Mohl
Stanisław Ignacy Hieronim Mohl herbu Ropuchy (ur. 26 marca 1821 w Wyszkach (Inflanty Polskie), zm. 24 maja 1894 w Dyneburgu) – hrabia, naczelnik powiatu dyneburskiego w powstaniu styczniowym, marszałek szlachty powiatu dyneburskiego, polski działacz narodowy, ziemianin, zesłaniec.

## Życiorys
Stanisław Ignacy Hieronim hrabia Mohl herbu Ropuchy urodził się 26 marca 1821 roku w Wyszkach w Inflantach Polskich, był synem Aleksandra hr. Mohla i Zofii z Dobrzańskich. Pełnił funkcję marszałka szlachty powiatu dyneburskiego i był właścicielem dóbr Wyszki. Ożenił się z Felicją z Komarów.
Uczestniczył w polskim ruchu konspiracyjnym w województwie inflanckim. Włączył się w organizację powstania i został powołany przez rząd narodowy na naczelnika powiatu dyneburskiego. W 1863 roku jego dwór w Wyszkach był miejscem przygotowań do wybuchu powstania w Inflantach Polskich. Współpracował z Leonem Platerem, Zygmuntem Bujnickim, Władysławem Sołtanem i Antonim Rykiem. Powstańcy pod dowództwem Zygmunta Bujnickiego dnia 13 kwietnia 1863 roku zaatakowali rosyjski transport broni pod Krasławiem. Kilka wozów zdobytej broni zostało przejętych przez zbuntowanych chłopów ze wsi Dubno, będących na usługach carskiego zaborcy i oddanych wojsku rosyjskiemu. Ujęli również Leona Platera i przekazali do więzienia w Dyneburgu.
Chłopi, wiedząc o powstańczych działaniach Stanisława Mohla, ruszyli do wsi Wyszki, spalili dwór i budynki folwarczne, ucięli ramię służącej, skatowali żonę i domowników. Chłopi związali hrabiego Mohla i przekazali Rosjanom. Pomimo że sąd wojenny nie zdołał udowodnić mu udziału w powstaniu, skazano go na karę śmierci przez powieszenie. Karę zamieniono na zesłanie na Syberię. Przebywał z żoną Felicją i dziećmi na zesłaniu w Ufie. Tam organizował polskie nabożeństwa i pomoc dla przybywających polskich zesłańców. Po powrocie z zesłania, dzięki interwencji u cara wykupił skonfiskowane dobra Wyszki. Miał kilkoro dzieci. Był ojcem pisarza i księdza misjonarza Aleksandra Mohla. Zmarł w 24 maja 1894 roku w Dyneburgu. Dobra Wyszki odziedziczył jego syn Hieronim.